# Karl Jenkins
Karl Jenkins (* 17. února 1944 Penclawdd, Wales) je velšský hudebník a skladatel, nositel Řádu britského impéria.

## Život
Jenkins se narodil v malé velšské vesničce. Jeho otec, místní učitel a sbormistr, mu předal základní hudební znalosti. Karl Jenkins začal svou hudební kariéru jako hobojista v Cerddorfa Genedlaethol Ieuenctid Cymru (Národní orchestr velšské mládeže). Vystudoval Universitu Cardiff a poté postgraduálně Royal Academy of Music.
V začátcích své kariéry byl známým hráčem jazzu a jazzrocku (hrál na saxofon, klávesy a hoboj). V roce 1972 se stal členem rockové kapely Soft Machine, ve které působil až do jejího rozpadu v roce 1984. V 90. letech začal pracovat na projektu Adiemus, jehož první část vydal v roce 1995.
Řád britského impéria obdržel v roce 2005 „za služby hudbě“.
V roce 2008 premiérově provedl svou skladbu Stabat Mater, která vyšla také jako album.

## Sólová diskografie
- Adiemus: Songs of Sanctuary (1995)
- Adiemus II: Cantata Mundi (1997)
- Adiemus III: Dances of Time (1998)
- Adiemus IV: The Eternal Knot (2001)
- Adiemus V: Vocalise (2003)
- Adiemus Colores (2013)
- Motets (2014)
- Still with the Music (2015)